# 379e Infanteriedivisie (Duitsland)
De Duitse 379e Infanteriedivisie (Duits: 379. Infanterie-Division) was een Duitse infanteriedivisie tijdens de Tweede Wereldoorlog. De divisie werd opgericht op 15 maart 1940. De eenheid deed in haar bestaan dienst in Duitsland.
In augustus 1945 werd de divisie ontbonden.

## Bevelhebbers
- Generalleutnant Ludwig Müller (15 maart 1940 - 28 mei 1940)
- Generalleutnant Wilhelm von Altrock (28 mei 1940 - 1 augustus 1940)

## Samenstelling
- Infanterie-Regiment 653
- Infanterie-Regiment 654
- Infanterie-Regiment 655
- Artillerie-Batterie 379
- Radfahr-Schwadron 379
- Nachrichten-Kompanie 379
- Divisions-Nachschubführer 379